# Генеральная конфедерация Королевства Польского
Генеральная конфедерация Королевства Польского (польск. Konfederacja Generalna Królestwa Polskiego) — конфедерация, образованная при участии французского императора Наполеона в 1812 году во время Отечественной войны.
Формально основана Сеймом Герцогства Варшавского 28 июня 1812 года как правительство Королевства Польского, на возрождения которого надеялись польские аристократы после окончания военных действий. Маршалом Генерального совета Конфедерации был назначен Адам Казимир Чарторыйский. Конфедерация формально создала армию (Польская армия), состоящую из четырёх дивизий армии Герцогства Варшавского и двух литовских дивизий.
Главная цель её деятельности состояла в том, чтобы установить польский контроль над литовскими департаментами (Виленский, Белостоцкий, Гродненский, Минский), освобожденных, как считали члены конфедерации, Великой Армией от российской оккупации. 30 апреля 1813 года конфедерация прекратила существование.